# Sérénade pour trio à cordes

La Sérénade pour trio à cordes en ut majeur opus 10 d'Ernst von Dohnányi a été composée en 1902. Elle est en cinq mouvements.

## Structure
1. Marche (Allegro)
2. Romance (Adagio non troppo, quasi andante)
3. Scherzo (Vivace)
4. Tema con variazione (Andante con moto)
5. Finale: Rondo (Allegro vivace)

Durée d'exécution: vingt minutes

## Analyse
La Romance comprend une ballade populaire stylisée, tandis que le Finale Hommage à Joseph Haydn avec un emprunt thématique au rondo all'ungarese du 39e trio en sol écrit en 1795.